# Mamadou Samassa (football, 1986)
Pour les articles homonymes, voir Mamadou Samassa.
Ne doit pas être confondu avec Mamadou Samassa (football, 1990), gardien de but
Mamadou Samassa, né le 1er mai 1986 à Montfermeil dans le département de Seine-Saint-Denis, est un footballeur international malien qui évolue au poste d'avant-centre.

## Carrière

### Débuts professionnels
Originaire de la ville de Clichy-sous-Bois, Mamadou Samassa commence le football à Villemomble Sports puis au Red Star en tant que milieu défensif avant de rejoindre Le Mans Union Club 72. Il est alors repositionné au poste d'attaquant et remporte la Coupe Gambardella en 2004 aux côtés de Mathieu Coutadeur, Guillaume Loriot et Martin Douillard. Sa progression est freinée par deux blessures, qui l'écartent des terrains durant plusieurs mois.
Samassa fait ses débuts dans le championnat de France face à l'OGC Nice lors de la 1re journée de la saison 2006-2007. Il inscrit son premier but en Ligue 1 face à Valenciennes. Il est alors la révélation de l'année pour Le Mans. Il débute la même année chez les bleuets et marque 3 buts en moins de six mois. À la fin de saison, il est supervisé par l'Olympique lyonnais, alors quadruple champions de France. Un départ semble cependant prématuré par toutes les parties engagées, aussi pour le joueur, que pour les clubs. Samassa s'inscrit donc à plus ou moins long terme dans le projet club, alors qu'il devient une figure récurrente des espoirs. Souvent barré par Túlio de Melo, il ne peut obtenir une place de titulaire dans l'effectif Manceau. Lorsque celui-ci rejoint l'US Palerme, les dirigeants manceaux préfèrent recruter un attaquant expérimenté. Après la signature de Thorstein Helstad et le transfert définitif d'Anthony Le Tallec en provenance de Liverpool, Samassa se retrouve de nouveau sur le banc au début de la saison 2008-2009. Il est alors en concurrence avec des éléments issus du centre de formation comme Matthieu Dossevi ou Modibo Maïga.
Lors du mercato estival 2008, le président manceau Henri Legarda ne s'oppose pas au départ du joueur.

### Olympique de Marseille
Le 26 août 2008, à la suite du départ de Djibril Cissé à Sunderland, Samassa est alors transféré à l'Olympique de Marseille pour une indemnité de 600 000 euros. Le club marseillais voit en lui un jeune espoir et le recrute pour ses qualités de pivot, dans le but qu'il acquiert de l'expérience et évolue à son poste d'attaquant. Il joue son premier match sous le maillot phocéen le 30 août 2008 contre Sochaux lors de la quatrième journée de Ligue 1. Le 23 novembre 2008, pour sa première titularisation il marque son premier but sous les couleurs olympiennes, au Stade Vélodrome contre Lille OSC de la tête sur un centre de Laurent Bonnart (2-2). Mais bien que Eric Gerets le soutienne, Samassa ne s'impose pas lors de cette première saison avec l'OM, en concurrence avec Mamadou Niang, Brandão, Bakari Koné,.
Samassa éprouve beaucoup de difficultés pour s’adapter au jeu de l’équipe marseillaise et le remplacement de l'entraîneur par Didier Deschamps et l'arrivée de Fernando Morientes concluent son sort. Le 5 août 2009, il est prêté pour un an avec une option d'achat de 1,5 million d'euros à Valenciennes.

### Valenciennes FC
Le 8 août 2009, il joue son premier match officiel en tant que titulaire avec Valenciennes et inscrit son tout premier but pour VA face à l'AS Nancy-Lorraine. Le 30 août, il marque à la 87e minute contre le Toulouse Football Club et permet à son club de remporter ses premiers points de la saison (score final 1-0 pour Valenciennes). Il marque également lors de la 14e journée l'unique but du match Bordeaux-Valenciennes, brisant l'invincibilité à domicile vieille d'une quarantaine de matchs des Girondins, et contribuant à la chute de leur place de leader.
Après une saison 2009-2010 satisfaisante malgré des blessures qui le privent de quasiment toute la seconde moitié de saison (17 matchs, 7 buts), Mamadou Samassa retourne à l'OM à la fin de la saison, marquant un but en deux matchs en tout début de saison 2010-2011 et remporte le Trophée des Champions contre le PSG. Mais le 16 août 2010, il signe définitivement dans le club nordiste entraîné par Philippe Montanier, son transfert est alors de 800 000 euros.
À l'issue de la saison 2011-2012 (30 matchs dont 10 comme titulaire, 4 buts), à un an de la fin de son contrat et après 3 saisons à Valenciennes, il est en concurrence avec Vincent Aboubakar et Grégory Pujol, et souhaite être transféré afin de gagner du temps de jeu,. Samassa n'est pas retenu par Daniel Sanchez le VAFC souhaite le libérer pour économiser son salaire. Après avoir disputé les trois premiers matchs de la saison 2012-2013 avec Valenciennes et inscrit un but.

### Passage en Italie
Il signe le 31 août 2012 en faveur du Chievo Vérone en Serie A un contrat de deux ans plus une année supplémentaire en option, après avoir aussi été courtisé par un club turc. Obligé de faire face à la concurrence et notamment à Cyril Théréau installé depuis deux saisons au poste d'avant centre, il n'est que très peu utilisé. 
En janvier 2014, après seulement 11 matchs en une saison et demie, il signe en faveur de Pescara en Serie B un contrat de six mois et deux ans en option. Il ne joue quasiment pas, notamment en raison d'une blessure. Il ne joue qu'un seul match et le club ne le garde pas.

### Retour en France
Le 1er septembre 2014, libre de tout contrat et souhaitant revenir en France, il signe dans les dernières heures du mercato en faveur du Stade brestois 29 pour une durée de deux ans,,. Il joue son premier match sous ses nouvelles couleurs le 19 septembre 2014 contre Arles Avignon lors de la septième journée de championnat. Il marque son premier but contre Châteauroux le 26 septembre 2014 (1-1). Lors du 5e tour de Coupe de France, il marque un triplé contre l'AS Grâces. Il joue seulement douze matchs avec Brest au cours de la première saison, puis n'apparaît qu'une seule fois lors de la première partie de la saison suivante. En janvier 2016, il trouve un accord avec le club pour la résiliation à l’amiable du contrat qui les liait jusqu’au 30 juin 2016.

### En équipe nationale
Samassa obtient sa première sélection en équipe de France espoirs face à la Suisse en février 2007, puis face à l'Italie , et contre la Tchéquie . Au cours du match, il inscrit un but et délivre une passe décisive. Mais malgré le fait d'avoir joué avec les espoirs français il décide de porter les couleurs du Mali.
Il est appelé avec le Mali pour disputer les matchs de qualifications de la coupe du monde. Grâce à la nouvelle loi FIFA , Mamadou Samassa va pouvoir prendre part aux qualifications pour la Coupe du monde avec le Mali. Le 6 septembre 2009, il réalise son premier match avec l'équipe du Mali contre le Benin, il est titulaire et marque même un but.

## Statistiques
| Saison                | Club                   | Championnat           | Championnat | Championnat | Coupe nationale | Coupe nationale | Coupe de la Ligue | Coupe de la Ligue | Supercoupe | Supercoupe | Compétition(s) continentale(s) | Compétition(s) continentale(s) | Compétition(s) continentale(s) | Mali | Mali | Total | Total |
| Saison                | Club                   | Division              | M.          | B.          | M.              | B.              | M.                | B.                | M.         | B.         | Comp.                          | M.                             | B.                             | M.   | B.   | M.    | B.    |
| 2006-2007             | Le Mans UC 72          | Ligue 1               | 28          | 3           | 1               | 0               | 3                 | 1                 | -          | -          | -                              | -                              | -                              | -    | -    | 32    | 4     |
| 2007-2008             | Le Mans UC 72          | Ligue 1               | 15          | 1           | -               | -               | 1                 | 0                 | -          | -          | -                              | -                              | -                              | -    | -    | 16    | 1     |
| 2008-2009             | Olympique de Marseille | Ligue 1               | 19          | 2           | 2               | 0               | 1                 | 0                 | -          | -          | C1+C3                          | 3+6                            | 0+0                            | -    | -    | 31    | 2     |
| 2009-2010             | Valenciennes FC (prêt) | Ligue 1               | 17          | 7           | -               | -               | -                 | -                 | -          | -          | -                              | -                              | -                              | 3    | 1    | 20    | 8     |
| 2010-2011             | Olympique de Marseille | Ligue 1               | 1           | 1           | -               | -               | -                 | -                 | 1          | 0          | -                              | -                              | -                              | 1    | 0    | 3     | 1     |
| 2010-2011             | Valenciennes FC        | Ligue 1               | 18          | 2           | 1               | 0               | 1                 | 0                 | -          | -          | -                              | -                              | -                              | 3    | 0    | 23    | 2     |
| 2011-2012             | Valenciennes FC        | Ligue 1               | 30          | 4           | 2               | 1               | -                 | -                 | -          | -          | -                              | -                              | -                              | 1    | 0    | 33    | 5     |
| 2012-2013             | Valenciennes FC        | Ligue 1               | 3           | 1           | -               | -               | -                 | -                 | -          | -          | -                              | -                              | -                              | -    | -    | 3     | 1     |
| 2012-2013             | Chievo Vérone          | Série A               | 8           | 0           | 1               | 0               | -                 | -                 | -          | -          | -                              | -                              | -                              | 10   | 5    | 19    | 5     |
| 2013-2014             | Chievo Vérone          | Série A               | 1           | 0           | 1               | 0               | -                 | -                 | -          | -          | -                              | -                              | -                              | 2    | 0    | 4     | 0     |
| 2013-2014             | Delfino Pescara        | Série B               | 1           | 0           | 0               | 0               | -                 | -                 | -          | -          | -                              | -                              | -                              | -    | -    | 1     | 0     |
| 2014-2015             | Stade brestois 29      | Ligue 2               | 10          | 2           | 2               | 3               | -                 | -                 | -          | -          | -                              | -                              | -                              | -    | -    | 12    | 5     |
| 2015-2016             | Stade brestois 29      | Ligue 2               | 1           | 0           | -               | -               | -                 | -                 | -          | -          | -                              | -                              | -                              | -    | -    | 1     | 0     |
| 2015-2016             | PSM Makassar           | Premier League        | 0           | 0           | -               | -               | -                 | -                 | -          | -          | -                              | -                              | -                              | -    | -    | 0     | 0     |
| Total sur la carrière | Total sur la carrière  | Total sur la carrière | 152         | 23          | 10              | 4               | 6                 | 1                 | 1          | 0          | -                              | 9                              | 0                              | 20   | 6    | 198   | 34    |

### Buts internationaux
| Buts (6) internationaux de Mamadou Samassa | Buts (6) internationaux de Mamadou Samassa | Buts (6) internationaux de Mamadou Samassa                  | Buts (6) internationaux de Mamadou Samassa | Buts (6) internationaux de Mamadou Samassa | Buts (6) internationaux de Mamadou Samassa | Buts (6) internationaux de Mamadou Samassa | Buts (6) internationaux de Mamadou Samassa |
|                                            | Date                                       | Lieu                                                        | Adversaire                                 | Score                                      | Résultat                                   | Compétition                                |                                            |
| ------------------------------------------ | ------------------------------------------ | ----------------------------------------------------------- | ------------------------------------------ | ------------------------------------------ | ------------------------------------------ | ------------------------------------------ | ------------------------------------------ |
| 1.                                         | 6 septembre 2009                           | Stade de l'Amitié, Cotonou (Bénin)                          | Bénin                                      | 0-1                                        | 1-1                                        | Qualifications Coupe du monde 2010         |                                            |
| 2.                                         | 13 octobre 2012                            | Lobatse Stadium, Lobatse (Botswana)                         | Botswana                                   | 0-3                                        | 1-4                                        | Qualifications CAN 2013                    |                                            |
| 3.                                         | 28 janvier 2013                            | Stade Moses-Mabhida, Durban (Afrique du Sud)                | RD Congo                                   | 1-1                                        | 1-1                                        | CAN 2013                                   |                                            |
| 4.                                         | 9 février 2013                             | Nelson Mandela Bay Stadium, Port Elizabeth (Afrique du Sud) | Ghana                                      | 1-0                                        | 3-1                                        | CAN 2013                                   |                                            |
| 5.                                         | 24 mars 2013                               | Stade Amahoro, Kigali (Rwanda)                              | Rwanda                                     | 1-1                                        | 1-2                                        | Qualifications Coupe du monde 2014         |                                            |
| 6.                                         | 16 juin 2013                               | Stade du 26 mars, Bamako (Mali)                             | Bénin                                      | 1-1                                        | 2-2                                        | Qualifications Coupe du monde 2014         |                                            |

## Palmarès

### En club
Avec l'équipe jeune de Le Mans UC 72, il remporte la coupe Gambardella en 2004 et remporte son premier trophée avec une équipe première sous les couleurs de l'Olympique de Marseille avec le trophée des champions en 2010. Il est également vice-champion de France à deux reprises en 2009 et en 2011.

### En sélection nationale
Avec l'équipe du Mali, il termine à la 3e place de la Coupe d'Afrique des nations en 2013.

## Caractéristiques techniques
Mamadou Samassa est un attaquant robuste, généralement utilisé comme pivot pour créer des espaces à des joueurs plus véloces.
Ainsi, il sait garder le ballon, a un bon jeu de tête, sait jouer dos au but pour créer des espaces et des occasions pour les autres joueurs. Les termes de "point d'ancrage" ou "tour de contrôle" évoquent le plus souvent son jeu.

## Vie personnelle
Mamadou Samassa est d'origine malienne et mauritanienne. Il grandit à Clichy-sous-Bois, en région parisienne. Supporter du Paris-SG, le joueur est également fan de l'attaquant brésilien Ronaldo.
Il est le cousin de l’international malien et portier, Mamadou Samassa.